# Mathewsoconcha microstriata
Mathewsoconcha microstriata är en snäckart som först beskrevs av Preston 1913.  Mathewsoconcha microstriata ingår i släktet Mathewsoconcha och familjen Helicarionidae. Inga underarter finns listade i Catalogue of Life.